# Trichodiadema stayneri
Trichodiadema stayneri är en isörtsväxtart som beskrevs av L. Bol. Trichodiadema stayneri ingår i släktet Trichodiadema och familjen isörtsväxter. Inga underarter finns listade i Catalogue of Life.